# 文史哲 (期刊)
《文史哲》是中华人民共和国一家由中华人民共和国教育部主管、山东大学主办的人文社科学术期刊。

## 历史
1951年5月1日，文史哲创刊。1953年，文史哲成為山东大学学报。1959年1月停刊。同年8月复刊。1966年停刊。1973年复刊。2014年，文史哲英文版创刊。